# Modifizierte Newtonsche Dynamik
Die modifizierte newtonsche Dynamik, abgekürzt MOND, ist eine physikalische Hypothese, die das Rotationsverhalten von Galaxien durch Modifikationen der Bewegungsgleichungen der Materie im Gravitationsfeld erklären soll. MOND wurde 1983 von Mordehai Milgrom als Alternative zum Postulat der Dunklen Materie vorgeschlagen. Die Hypothese wird kontrovers diskutiert. MOND trifft allerdings Vorhersagen, die auf Ebene der Galaxien mit den Beobachtungen übereinstimmen. Diese Beobachtungen lassen sich zu einer konsistenten Theorie vereinigen, wenn Dunkle Materie sich auf Ebene der Galaxien zu einem Superfluid kondensiert, eine Eigenschaft, die sie im frühen Universum noch nicht hatte.

## Hintergrund

### Rotationsgeschwindigkeit von Galaxien

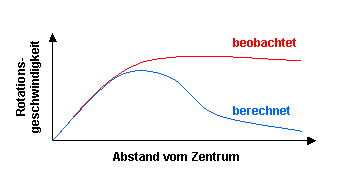
Diagramm zur Diskrepanz zwischen berechneter und gemessener Rotationsgeschwindigkeit von Spiralgalaxien

Seit den 1980er Jahren ergeben Messungen der Rotation von Galaxien, dass die Rotationsgeschwindigkeiten nicht den Erwartungen nach dem Standardmodell der Kosmologie entsprechen. Die Bahnen der Sterne in einer Galaxie werden nur von der Schwerkraft der in der Galaxie zusammengeballten Materie verursacht. Mittels der beobachteten Masseverteilung (Sterne, Gasnebel) kann die Gravitationskraft, und damit die Bahn der Sterne berechnet werden.
Es stellte sich heraus, dass die Sterne am Rande der Galaxien schneller umliefen als nach dem Standardmodell vorhergesagt. Man spricht vom „Abflachen der Rotationsgeschwindigkeit“ im Gegensatz zum erwarteten „Abfallen der Rotationsgeschwindigkeit“.

### Modifizierte Dynamik statt Dunkler Materie
Da sowohl das newtonsche Gravitationsgesetz als auch Albert Einsteins allgemeine Relativitätstheorie gut überprüfte Theorien zum Verhalten von Materie unter Gravitation sind, nehmen die meisten Astronomen eine nicht sichtbare (das heißt „dunkle“) Materiekomponente im Halo um die Galaxien an, um deren flache Rotationskurven zu erklären. Auch Beobachtungen auf größeren Skalen, etwa von Galaxienhaufen oder der großräumigen Struktur des Universums, lieferten starke Hinweise auf die Existenz von Dunkler Materie.
Statt einer Erklärung durch zusätzliche nicht sichtbare Masse schlug Mordehai Milgrom 1983 vor, dass sich die beobachteten Rotationskurven auch durch eine Änderung der newtonschen Bewegungsgesetze darstellen ließen. Die MOND-Hypothese besagt, dass sich nur bei sehr kleinen Änderungen der Beschleunigungen, wie sie im astronomischen Maßstab auftreten, relevante Einflüsse auf die Bewegungen ergäben.
Befürworter der MOND-Hypothese führen an, dass die newtonsche Gravitationstheorie von 1686 bereits drei Modifikationen erfahren hat. Bei sehr kleinen Abständen verwenden Physiker ausschließlich die Quantenmechanik, bei sehr großen Geschwindigkeiten Einsteins spezielle Relativitätstheorie und nahe sehr großer Massen seine allgemeine Relativitätstheorie. Eine vierte Modifikation im oben genannten Extrembereich sei daher nicht ausgeschlossen.
Inzwischen wurde von Erik Verlinde die MOND weiterentwickelt. Diese Theorie besagt, dass die Dunkle Materie ebenso wie die Gravitation eine Folge der Dunklen Energie ist.

## Die Hypothese
Das Zweite Newtonsche Gesetz besagt, dass ein Objekt der konstanten Masse {\displaystyle m}, wenn es einer Kraft {\displaystyle F} ausgesetzt ist, eine Beschleunigung {\displaystyle a} erfährt:
{\displaystyle F=m\,a}
Dieses Gesetz hat sich generell als korrekt erwiesen. Allerdings ist es bei extrem kleinen Beschleunigungen nur schwer oder gar nicht experimentell nachzuweisen. Solche extrem kleinen Beschleunigungen wirken jedoch bei der Gravitationswechselwirkung zwischen entfernten Sternen.
Milgrom schlug vor, das Bewegungsgesetz zu:
{\displaystyle F=m\,\operatorname {\mu } (|a|/a_{0})\,a}
abzuändern, wobei {\displaystyle \operatorname {\mu } (x)} eine (für positive Argumente) positive, glatte, monotone Funktion ist, die annähernd 1 für hohe Werte ({\displaystyle x\gg 1}) und annähernd {\displaystyle x} für kleine Werte ({\displaystyle x\ll 1}) annimmt. Die genaue Gestalt der Funktion {\displaystyle \operatorname {\mu } (x)} ist nicht spezifiziert, in der Literatur werden am häufigsten {\displaystyle \operatorname {\mu } (x)={\frac {x}{1+x}}} und {\displaystyle \operatorname {\mu } (x)={\frac {x}{\sqrt {1+x^{2}}}}} verwendet. {\displaystyle a_{0}} ist eine (positive) Konstante, die bestimmt, unterhalb welcher Beschleunigung die Modifikation relevant wird.
Unter der Annahme, dass es keine Dunkle Materie gibt und stattdessen die MOND-Hypothese zutrifft, lässt sich {\displaystyle a_{0}} aus astronomisch gemessenen Rotationskurven von Galaxien bestimmen. Milgrom erhielt aus Messungen vieler Galaxien {\displaystyle a_{0}=1{,}2\cdot 10^{-10}\,\mathrm {m} \,\mathrm {s} ^{-2}}.
Da alle Vorgänge des Alltagslebens bei Beschleunigungen {\displaystyle a\gg a_{0}} stattfinden, bleibt hier das Bewegungsgesetz unverändert erhalten. Weit entfernt vom Zentrum einer Galaxie sieht die Situation allerdings anders aus. Nach dem Gravitationsgesetz gilt dort:
{\displaystyle F=m\,{\frac {G\,m_{\mathrm {G} }}{r^{2}}},}
wobei {\displaystyle G} die Gravitationskonstante, {\displaystyle m_{\mathrm {G} }} die Masse der Galaxie und {\displaystyle m} die Masse des betrachteten Sterns ist. {\displaystyle r} ist der Abstand zwischen dem Schwerpunkt der Galaxie und dem des Sterns.
Mit dem modifizierten Bewegungsgesetz entsteht:
{\displaystyle {\frac {G\,m_{\mathrm {G} }}{r^{2}}}=\operatorname {\mu } (|a|/a_{0})\,a.}
Da in dieser Situation gerade {\displaystyle a\ll a_{0}}, also {\displaystyle a/a_{0}\ll 1} gelten soll, erhält man für positive {\displaystyle a} (die Gravitationsbeschleunigung ist immer positiv):
{\displaystyle \operatorname {\mu } (|a|/a_{0})\approx {\frac {a}{a_{0}}}}
und somit
{\displaystyle {\frac {G\,m_{\mathrm {G} }}{r^{2}}}={\frac {a^{2}}{a_{0}}}.}
Also ist
{\displaystyle a={\frac {\sqrt {G\,m_{\mathrm {G} }\,a_{0}}}{r}}.}
Der Zusammenhang zwischen Geschwindigkeit, Beschleunigung und Abstand zum Kraftzentrum für eine kreisförmige Umlaufbahn lautet:
{\displaystyle a={\frac {v^{2}}{r}}.}
Damit ergibt sich durch Gleichsetzung mit der vorangegangenen Gleichung
{\displaystyle v^{2}={\sqrt {G\,m_{\mathrm {G} }\,a_{0}}}\qquad \mathrm {bzw.} \qquad v={\sqrt[{4}]{G\,m_{\mathrm {G} }\,a_{0}}}.}
Daraus folgt, dass die Rotationsgeschwindigkeit im weiten Abstand vom Gravitationszentrum, wenn also sehr geringe Gravitationsbeschleunigung wirkt, eine Systemkonstante ist, die nur noch von der Masse beim Gravitationszentrum abhängt.

## Tensor-Vektor-Skalar-Gravitationstheorie
Eine relativistische Formulierung von MOND wurde 2004 von Jacob Bekenstein vorgeschlagen. Sie wird Tensor-Vektor-Skalar-Gravitationstheorie genannt.

## Überprüfung der Theorie durch Beobachtungen
Zahlreiche beobachtete gravitative Vorgänge lassen sich nach vorherrschender Ansicht mit MOND nicht erklären, darunter das späte Stadium bestimmter Galaxienverschmelzungen (galaxy mergers) und Gravitationslinseneffekte, und die Dynamik von Galaxienhaufen-Mergers (siehe unten). Ebenso stimmen die Vorhersagen von MOND zur Umlaufbahn des Saturns und der Umlaufgeschwindigkeit von „grossen Doppelsternen“ (wide binary stars) nicht mit den Beobachtungen überein.

### Der Cluster-Merger 1E0657-558
Der Cluster-Merger 1E 0657-558 bietet die Möglichkeit, alternative Theorien zu testen. Es handelt sich um zwei Galaxienhaufen, die sich durchdrungen haben, wobei die Galaxien sich weitgehend kollisionslos bewegten, während das intergalaktische Gas der beiden Cluster per Stoßwelle wechselwirkte und in der Mitte zurückblieb. Einerseits wurde die sichtbare Masse der Galaxien und des Gases im optischen Spektralbereich bzw. im Röntgenlicht gemessen. Das Massenverhältnis Galaxie zu Gas liegt zwischen 2:15 und 3:15, d. h. das Gas überwiegt. Andererseits zeigte das über die Ablenkung des Lichts bestimmte Gravitationspotential, dass die Masse bei den Galaxien überwiegt. Das ist verträglich mit der Version des kosmologischen Standardmodells, in der Dunkle Materie in Form von schweren, nicht-baryonischen Teilchen vorkommt, während die MOND-Hypothese das Zentrum der Lichtablenkung beim Gas vorausgesagt hatte. Dies wird als Widerlegung der ursprünglichen MOND-Theorie angesehen. Mit weiter modifizierten Versionen von MOND lassen sich die Beobachtungen jedoch erklären.